# Selwyn Toogood
Selwyn Toogood, född 4 april 1916 i Wellington, död 27 februari 2001, var en nyzeeländsk skådespelare.